# WWS Moskwa (hokej na lodzie)
WWS MWO Moskwa (ros. Хоккейный клуб «ВВС МВО» Москва) – rosyjski klub hokejowy z siedzibą w Moskwie. Założony został w 1945 jako sekcja hokejowa klubu WWS Moskwa.

## Historia
Hokejowa drużyna WWS została założona w 1945 w mieście Moskwa na bazie Techniczno-Lotniczej Szkoły, który zmagał się w mistrzostwach Moskwy. WWS MWO - to skrót (ros. Военно-Воздушные Силы Московского Военного Общества, Wojenno-Wozdusznyje Siły Moskowskogo Wojennogo Obszczestwa), czyli Wojskowe Lotnictwo Wojskowego Towarzystwa w Moskwie. Zespół reprezentował Ministerstwo Obrony ZSRR, a jego jednym z fanów i przełożonym był Wasilij Stalin, syn Józefa Stalina. 5 stycznia 1950 w pobliżu Swierdłowska, rozbił się samolot z hokeistami WWS MO. Przy życiu pozostali tylko ci, którzy nie polecieli na mecz, m.in. Wsiewołod Bobrow, który zaspał w dniu wylotu. Wasilij Stalin zrobił wszystko, aby ukryć fakt katastrofy lotniczej przed swoim ojcem. Drużyna została zorganizowana ponownie i zdobywała kolejne sukcesy. W maju 1953 w związku z redukcją wojska w ZSRR, klub został rozformowany.

## Zawodnicy
Hokeistami klubu Anatolij Tarasow (1946-1947), Wsiewołod Bobrow (1949-1953), Wiktor Tichonow (1949-1953).

## Sukcesy
- Srebrny medal mistrzostw ZSRR: 1949
- Złoty medal mistrzostw ZSRR: 1951, 1952, 1953
- Finał Pucharu ZSRR: 1951
- Puchar ZSRR: 1952